# Галапагосский нелетающий баклан
Галапагосский нелетающий баклан (лат. Nannopterum harrisi) — птица семейства баклановые, обитающая на Галапагосских островах. Крылья сильно укорочены, в связи с чем галапагосский баклан, единственный из всего семейства, полностью утратил способность к полёту. Ранее классифицировался в роде Phalacrocorax.

## Внешний вид и особенности строения

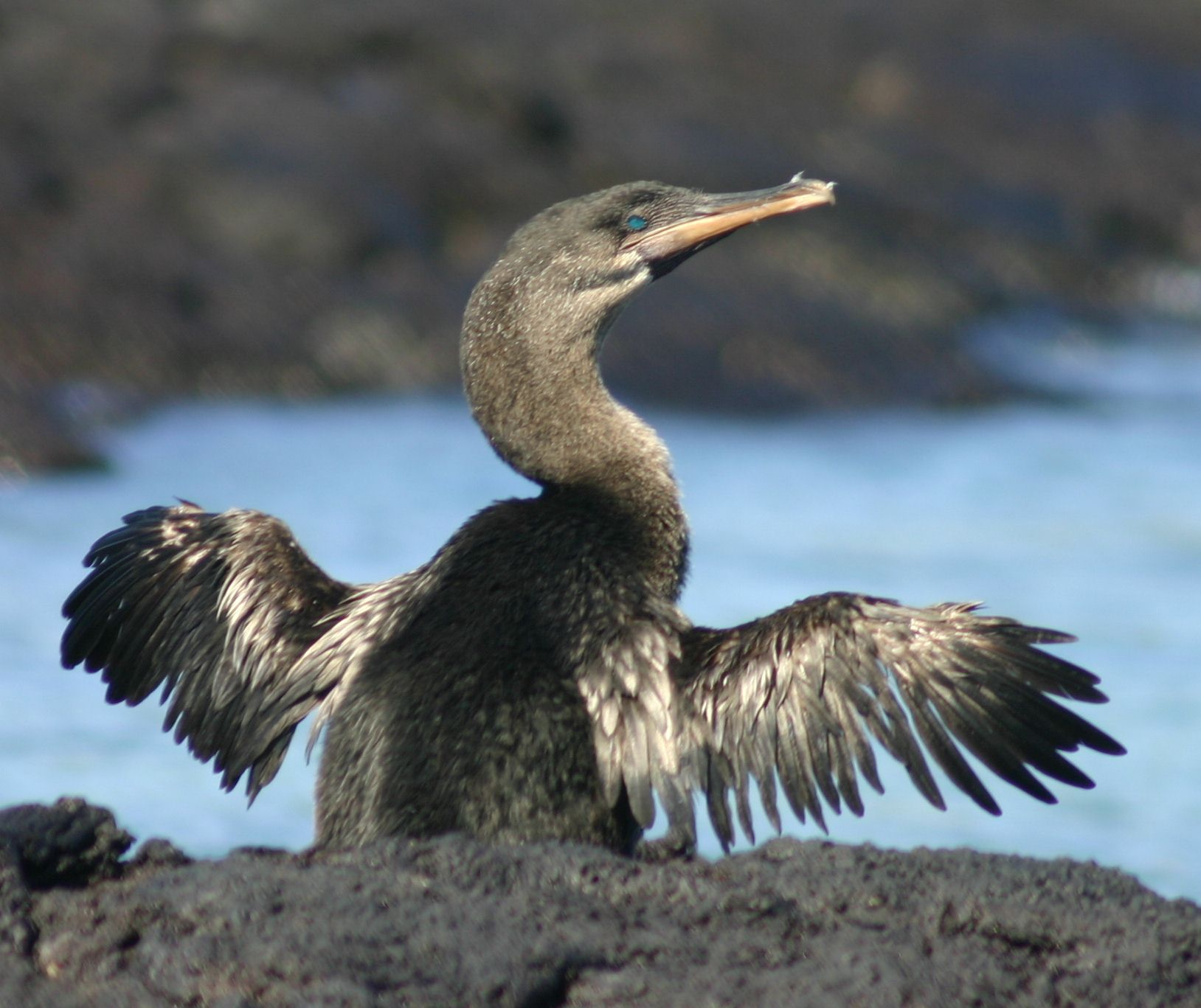
Бескрылый баклан сушит оперение на солнце.

Внешне нелетающие бакланы напоминают уток, отличаясь от них короткими, словно бы обрубленными крыльями. Оперение верхней части тела почти чёрное, нижней — бурое, глаза — бирюзового цвета. Длинный клюв оканчивается крючком. Все четыре пальца ног соединены плавательной перепонкой. Хорошо развитая мускулатура нижних конечностей делает птицу великолепным подводным пловцом.
Галапагосский баклан — самый крупный из ныне живущих представителей семейства: длина его тела — 89-100 см, масса — 2,5-5 кг. Крылья достигают лишь трети той длины, которая была бы необходима для полёта птице такого размера. Киль — отросток грудины, к которому прикрепляются летательные мышцы — сильно редуцирован. При этом строение полётных перьев вполне типично для бакланов. Особенность оперения головы и туловища состоит в том, что стержни пуховых перьев намного толще и мягче обычного, из-за чего они напоминают волосы. По окраске самки неотличимы от самцов, но последние обычно крупнее. Молодые птицы внешне сходны со взрослыми, отличаются от них блестящим чёрным оперением и тёмными глазами. Взрослые птицы издают низкие хриплые крики.
Как и у других представителей семейства, копчиковая железа галапагосского баклана выделяет очень мало жировой смазки. Для защиты перьевого покрова от воды её недостаточно, но благодаря густоте и плотности контурного пера в нём задерживается воздух, предохраняя его от сильного намокания.  Тем не менее, после ныряния птицы вынуждены проводить много времени на солнце, раскрыв крылья и просушивая оперение.

## Распространение и численность

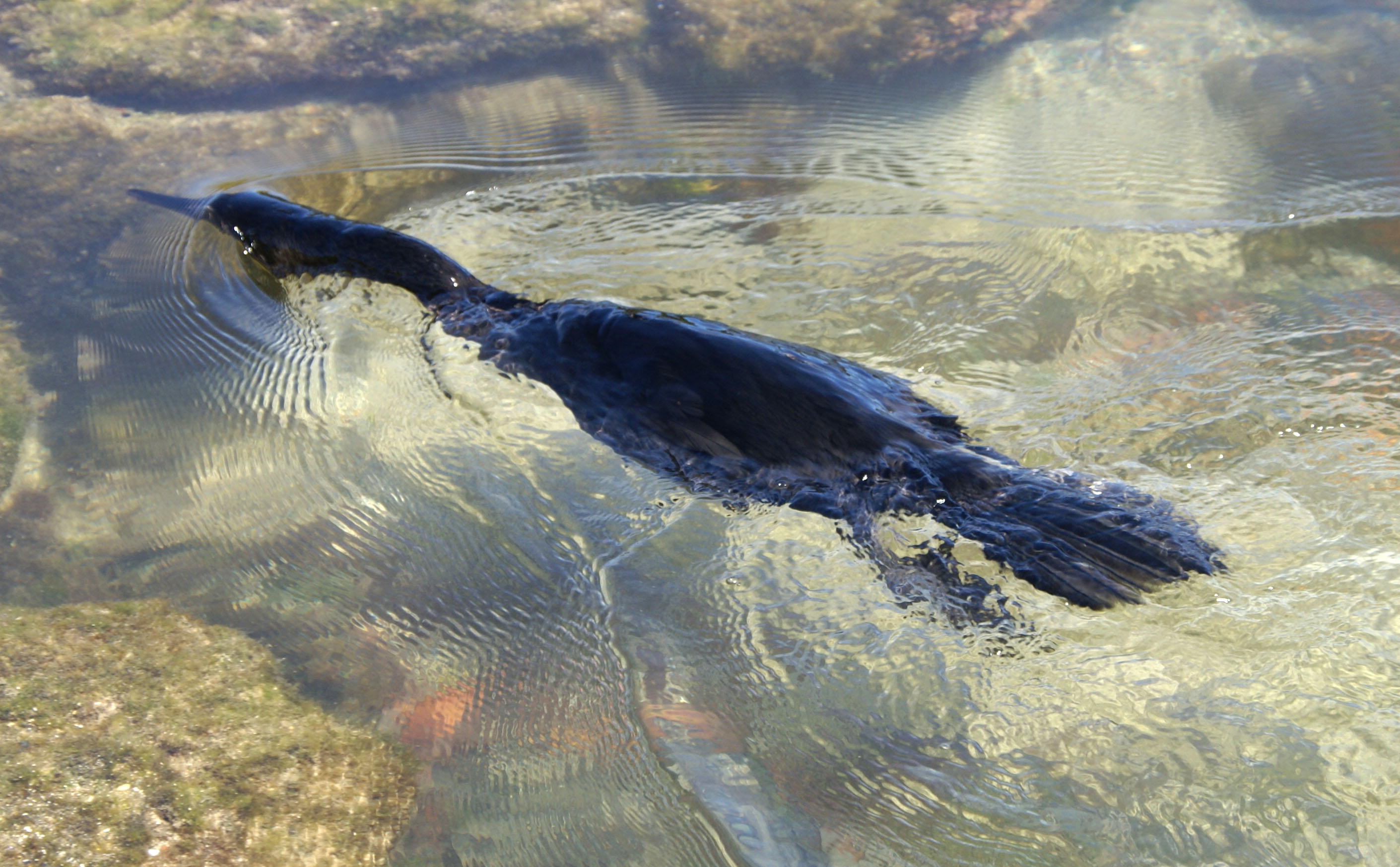

Эндемик Галапагосских островов (Эквадор). Ареал ограничен всего двумя островами: Фернандина, где он обитает преимущественно на восточном побережье, и Изабелла — на северном и западном побережье. Численность популяции подвержена резким колебаниям: в 1983 г. вследствие явления Эль-Ниньо она сократилась на 50% — до 400 особей. Позднее, однако, она быстро восстановилась и к 1999 г. составляла уже 900 птиц. По данным Исследовательской станции Чарльза Дарвина, к 2004 г. на архипелаге обитало 1500 птиц. В 2009 г. BirdLife International оценила численность в 900, а в 2011 г. — в 1679 особей.

## Поведение

### Образ жизни
Галапагосский баклан гнездится колониями на скалистых побережьях, кормятся на прибрежных мелководьях, практически никогда не удаляясь более чем на 1 км от мест гнездования. Ныряя в воды океана, галапагосские бакланы разыскивают мелкую животную пищу — рыб, головоногих моллюсков и прочих беспозвоночных. Собирают корм вблизи дна, но не далее чем в 100 м от берега.

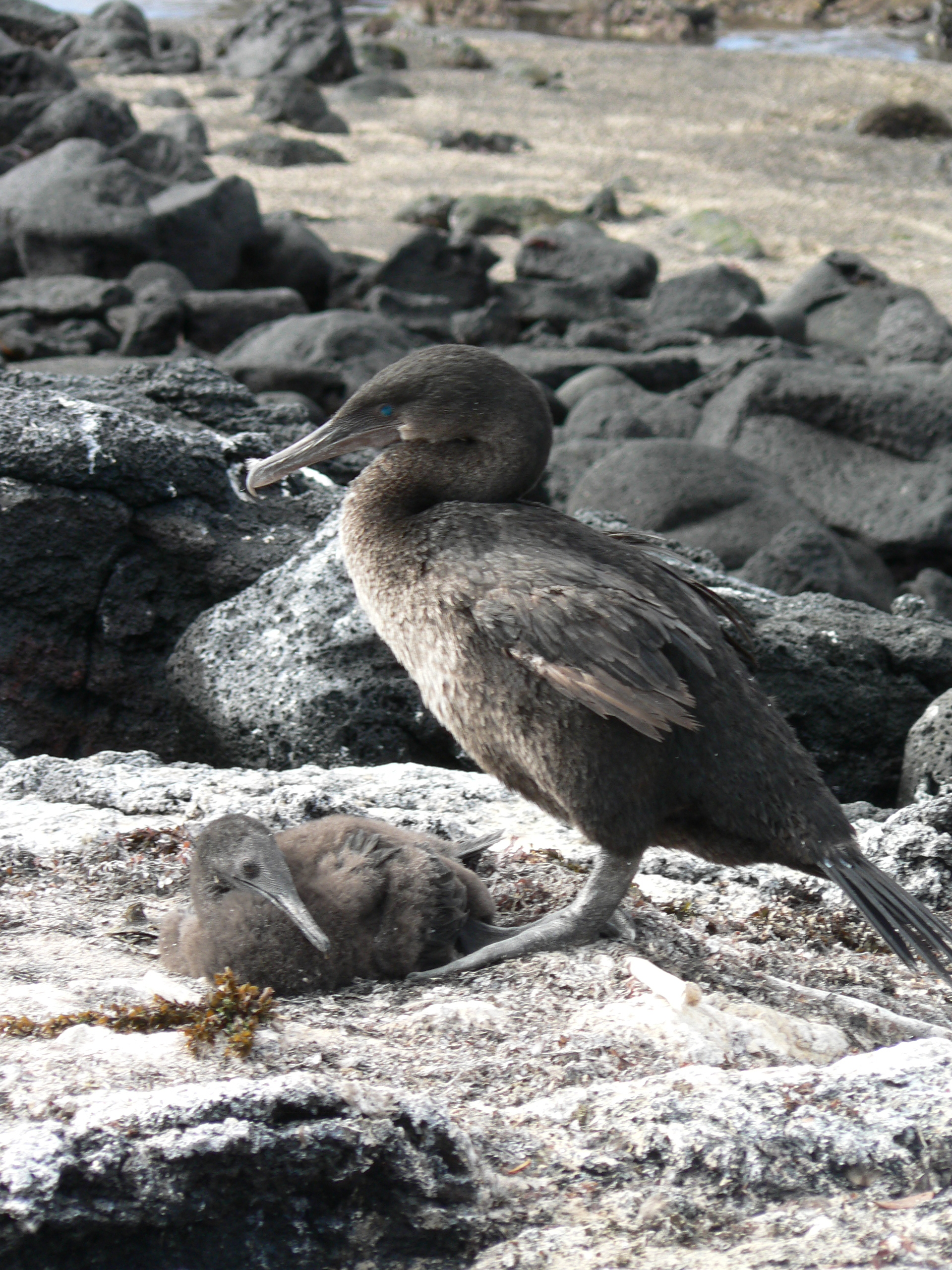
Бескрылый баклан у гнезда с птенцом.

### Размножение
Гнездование приурочено к наиболее холодному периоду года (с июля по октябрь), когда служащие кормом морские организмы наиболее многочисленны, а птенцы не страдают от перегрева. Гнездовые колонии включают примерно 12 пар. Ухаживания начинаются в море; самцы и самки плавают друг вокруг друга, змеевидно изгибая шеи. Затем пары перемещаются на сушу, где самцы демонстрируют самкам гнезда — массивные постройки из водорослей, «украшенные» различными мелкими предметами, в том числе мусором — обрывками веревки, крышками от бутылок и т. п. Гнезда  располагаются неподалёку от воды, чуть выше уровня максимальных приливов.
Как правило, в кладке три грязно-белых яйца; из птенцов, однако, обычно выживает лишь один. Самец и самка поочередно насиживают кладку, а после вылупления совместно выкармливают птенцов и оберегают их от неблагоприятных погодных условий. Когда птенцы подрастают и становятся достаточно самостоятельными, то, если корма много, самка может оставить выводок на самца и продолжить размножение с другим партнером. Самки могут гнездиться трижды за сезон, благодаря чему популяция может быстро восстанавливаться после периодов высокой смертности.

## Охрана
Как и большинство других нелетающих птиц, галапагосский баклан эволюционировал на островах, свободных от крупных хищников. Отсутствие естественных врагов и сбор пищи преимущественно под водой привели к полной утрате способности к полёту. Однако из-за отсутствия страха перед человеком они оказались беззащитными перед охотниками. Большую угрозу представляли и животные, завезённые людьми: кошки, собаки, свиньи, крысы. На о. Изабелла опасность для вида создавали дикие собаки, однако позднее они были истреблены. В настоящее время значительный вред популяции наносят кошки и крысы, интродуцированные на о. Фернандина. Рыболовные сети, расставляемые на мелководье, снижают доступность корма для бакланов и нередко приводят к гибели запутавшихся под водой птиц.
Специфические адаптации, крайне ограниченный ареал и небольшая численность вида делают его крайне уязвимым для природных и антропогенных катастроф, таких как разливы нефти, погодные катаклизмы (например Эль-Ниньо), эпидемии.
Лишь способность к интенсивному воспроизводству пока ещё поддерживает уровень численности выше критического уровня. Тем не менее, нелетающий баклан — одна из редчайших птиц в мире. В списке редких видов МСОП вид ранее числился в категории угрожаемых. В 2011 г., после того, как исследования подтвердили относительную стабильность численности популяции, статус был понижен: теперь вид считается уязвимым.
Все гнездовые колонии нелетающего баклана находятся в пределах Галапагосского национального парка и морского заповедника. С 1978 г. архипелаг вошел в список Всемирного наследия ЮНЕСКО. Дальнейшие меры охраны должны включать ежегодный мониторинг численности, снижение беспокойства со стороны человека и запрет рыбной ловли в местах кормёжки.